# Sun-Joo Shin
Sun-Joo Shin (pronúnciese "san-yu yin") es una profesora de filosofía de la Universidad de Yale que trabaja en las áreas de la lógica y la filosofía del lenguaje. Obtuvo su PhD en la Universidad de Stánford en 1991. Alcanzó notoriedad con la publicación del libro The logical Status of Diagrams (Cambridge, 1994), en el que demostró que sus dos variantes de la notación de Peirce (Ven-I y Venn-II) constituyen un sistema tan robusto y completo de deducción como el de la lógica simbólica de predicados de primer orden.